# 도시마 사치로
도시마 사치로(일본어: 戸嶋 祥郎, 1995년 9월 26일~)는 일본의 축구 선수이다.

## 구단 경력
그는 2018년 J2리그의 알비렉스 니가타에 입단했다. 2019년까지 66경기에 출전하여, 3득점을 넣었다. 2020년 J1리그의 가시와 레이솔로 이적했다. 2020년에 J리그컵 준우승.